# Алісія Мастерс
Алісія Мастерс (англ. Alicia Masters) — персонажка коміксів американського видавництва Marvel Comics. Створена Стеном Лі та Джеком Кірбі, вона вперше з'являється у The Fantastic Four #8 (листопад 1962).
Акторка Кет Грін вперше втілила її у фільмі «Фантастична четвірка» 1994 року, що не вийшов у прокат. Потім Керрі Вашингтон грала її у фільмі 2005 року «Фантастична четвірка» і сиквелі 2007 року «Фантастична Четвірка: Вторгнення Срібного Серфера».

## Опис
Алісія — сліпа скульпторка, здатна створити неймовірно реалістичні скульптури реальних людей. Вона виконала скульптури Фантастичної четвірки та інших супергероїв. Вона була романтичним інтересом і довіреною особою Істоти, члена Фантастичної четвірки, який часто соромиться своєї жахливої зовнішності. Також допомогла зрозуміти людський спосіб життя та емоції іншопланетянину Срібному Серферу.

## Біографія
Алісія вперше з'являється в The Fantastic Four #8, разом зі своїм прийомним батьком, суперлиходієм Ляльководом. Вона спочатку допомагає йому у його протистоянні Фантастичній четвірці, хоча одразу відчуває «ніжний» і «чутливий» дух Істоти, вперше осягнувши його відчутно жахливе обличчя. Алісія зрікається прийомного батька, коли розуміє, що він божевільний і прагне влади, і випадково змушує його впасти з вікна. Згодом опублікований випуск коміксу пояснює, що Ляльковод відповідає за її сліпоту, яка була викликана вибухом радіоактивної глини під час його бою з ворогом.
Алісія Мастерс була періодичною персонажкою у ранніх випусках «Фантастичної четвірки» як любовний інтерес Істоти, виступаючи для нього стимулом не повертатися до нормальної людської подоби, побоюючись, що Алісія не любить його як «простого Бена Грімма». Персонажка відіграє важливу роль в одній з найвідоміших сюжетних арок Срібного віку, «Пришестя Галактуса», у Fantastic Four #48-50 (Березень — Травень, 1966). У цій сюжетній арці Срібний Серфер вперше приходить на Землю як глашатай Галактуса і врізається у квартиру Алісії після боїв із Фантастичною четвіркою. Її пристрасна дискусія з ним про цінність життя переконує його відмовитися від свого господаря та захистити Землю від знищення.
2007 року сюжет у період після очевидного вбивства Капітана Америки Алісія створила йому пам'ятник.
Після подій сюжетної лінії «Таємного вторгнення» 2008 року Алісія є частиною групи підтримки для людей, замінених Скруллами, оскільки вона знає, що означає бути заміненою, а потім повернутися після тривалого часу забуття.

## Поза коміксами

### У телесеріалах
- Алісія в анімації вперше з'являється у мультсеріалі «Неймовірний Галк» 1982 року. Вона з'являється в епізоді «Брюс Банер знімає маску», де її прийомний батько отримує контроль над населенням, а також Галком. Вона є єдиною людиною, яка не стає маріонеткою, і допомагає Галку перемогти її.
- Алісія Мастерс була постійною персонажкою у мультсеріалі 1994—1996 років, озвучена Сейю Полін та Артуром Ломасом.
- У «Фантастичній четвірці: Великі герої світу» Алісія постає афроамериканкою. Її озвучила Суніта Прасад, зберігаючи певний рівень візуальної спадкоємності художнього фільму.
- Алісія Мастерс з'являється в епізоді «Сліпа лють не знає кольору» мультсеріалу «Супергеройський загін», озвучена Тарою Стронг.

### У фільмах
- У фільмі «Фантастична четвірка» 1994 року, що не вийшов у прокат, Алісію грає акторка Кет Грін.
- Алісія з'являється у фільмі «Фантастична четвірка» 2005 року, де її грає Керрі Вашингтон. Вона відчуває романтичний інтерес до Бена Грімма після того, як його покинула наречена після його мутації в Істоту. У сцені, що відбувається в студії Алісії, Бен позначає кілька ляльок на стіні, які, як вона каже, належать прийомному батькові. Вашингтон виконувала роль Алісії в сиквелі 2007 року «Фантастична четвірка: Вторгнення Срібного Серфера».

### У відеоіграх
- Алісія з'являється у грі Fantastic Four, заснованої на однойменному фільмі, де її озвучила Крі Саммер. Містер Фантастик та Істота рятують її від міньйонів Людини-крота. На одному рівні гри її прийомний батько Ляльковод використовує Музей доісторичної епохи та єгипетських експонатів для того, щоб атакувати Фантастичну четвірку, оскільки він відчуває, що асоціації із Істотою будуть небезпечні для Алісії.